# 新舍瑙
新舍瑙（德語：Neuschönau，發音：[ˈnɔʏˌʃøːnaʊ]）是德国巴伐利亚州下巴伐利亚行政区弗赖翁-格拉弗瑙县的市镇，总面积27.54平方千米，2023年12月31日总人口为2,180人。